# Rubus pseudothyrsanthus
Rubus pseudothyrsanthus är en rosväxtart som först beskrevs av Peter Kristian Nicolaj Friderichsen och Gelert, och fick sitt nu gällande namn av Peter Kristian Nicolaj Friderichsen och Gelert. Enligt Catalogue of Life ingår Rubus pseudothyrsanthus i släktet rubusar och familjen rosväxter, men enligt Dyntaxa är tillhörigheten istället släktet rubusar och familjen rosväxter. Arten har ej påträffats i Sverige. Inga underarter finns listade i Catalogue of Life.